# 馬克-安東尼·凱伊
馬克-安東尼·凱伊（英語：Mark-Anthony Kaye；/mɑ˞k ˈænθəni kʰeɪ/；1994年12月2日—）是一名加拿大足球員，在場上司職中場。

## 生平

### 俱樂部生涯
2022年初，多倫多FC用青訓球員拉爾夫·普里索-姆邦貴，加上轉會費、一個國際球員席位和一個選秀順位，從科羅拉多購入凱伊。

### 國家隊生涯
2016年5月，凱伊第一次入選加拿大U-23國家隊，參加兩場分別對圭亞那和格瑞納達的熱身賽。他在兩場比賽中都有上場。2017年3月，凱伊再次入選加拿大U-23國家隊，參加一項在卡塔爾舉行的錦標賽，並於迎戰卡塔爾和烏茲別克斯坦的比賽中上場。
2017年6月13日，凱伊在加拿大男足對庫拉索男足的友誼賽中第一次為大國家隊上陣。同月稍後，凱伊入選加拿大男足出戰中北美金盃的大名單。在此後的2019年和2021年，凱伊都入選了加拿大男足出戰中北美金盃的大名單。
2021年3月29日，凱伊在加拿大男足挑戰庫拉索男足的世足預選賽上攻入了個人的頭兩顆大國家隊入球。

### 個人生活
2022年9月30日，凱伊入選國際職業足球員協會新一屆的全球球員議事會。